# Capriccio (film)
Capriccio è un film erotico del 1987 diretto da Tinto Brass, con Nicola Warren e Francesca Dellera. 
È liberamente tratto dal romanzo Lettere da Capri di Mario Soldati. Ha lanciato Francesca Dellera.

## Trama
I coniugi statunitensi Fred e Jennifer tornano, dopo il periodo bellico, nella sognante e fascinosa Capri, teatro del loro amore, riabbandonandosi a vecchi ricordi e relazioni: Fred con la procace Rosalba e Jennifer con il caloroso Ciro. Ma, una volta passato il fuoco fatuo, si riscoprono innamorati e nuovamente attratti sessualmente l'uno all'altra.

## Cameo
Tinto Brass compare brevemente nei panni d'un voyeur.